# Crysencio Summerville
Crysencio Summerville (Rotterdam, 30 oktober 2001) is een Nederlands voetballer die  als aanvaller speelt. Hij tekende in augustus 2024 een contract tot medio 2029 bij West Ham United.

## Carrière

### Jeugd
Crysencio Summerville speelde in de jeugd van Noorderkwartier voordat hij naar de jeugd van Feyenoord vertrok. Medio november 2018 raakte hij in opspraak na een incident in de kleedkamer met ploeggenoot Mats Knoester. Summerville kreeg daarvoor onder andere een taakstraf en een boete, ook werd hij voor de rest van het seizoen verhuurd aan FC Dordrecht.

### Verhuurperiodes
Voor FC Dordrecht maakte hij zijn debuut in het profvoetbal op 13 januari 2019, in de met 2-6 verloren thuiswedstrijd tegen FC Den Bosch. Hij kwam in de 71e minuut in het veld voor Oussama Zamouri. In het seizoen 2019/20 speelt hij op huurbasis voor ADO Den Haag waar hij een van de smaakmakers van dat seizoen was met zijn acties en snelheid maar vanwege de coronapandemie werd dit seizoen voortijdig beëindigd. Daarom keerde Summerville op 5 mei 2020 terug naar Feyenoord.

### Terug bij Feyenoord
Tijdens de voorbereiding op het seizoen 2020/21 kreeg Summerville de kans in het eerste elftal van Feyenoord. Hij kreeg ook een lager rugnummer dan voorheen (18). Midden augustus gaf Summerville aan dat hij zijn aflopende contract niet wilde verlengen, omdat hij geen perspectief meer zag bij Feyenoord. Hierop werd hij per direct teruggezet naar Feyenoord O21.

### Leeds United
Op 16 september 2020 werd bekendgemaakt dat Summerville de overstap maakte van Feyenoord naar Leeds United. Zijn eerste goal maakte hij een week voor zijn verjaardag op 23 oktober in de wedstrijd tegen Fulham die werd verloren met 1-2. 6 dagen later in de wedstrijd tegen Liverpool op 29 oktober 2022 maakte hij in de 89e minuut de 1-2 in de overwinning van Leeds op Liverpool op Anfield, waarmee hij tegelijk ook bijdroeg aan het beëindigen van het record van 30 niet-verloren thuiswedstrijden van Liverpool.

## Clubstatistieken
| Seizoen                        | Club            | Competitie     | Competitie | Competitie | Beker | Beker | Internationaal | Internationaal | Totaal | Totaal |
| Seizoen                        | Club            | Competitie     | Wed.       | Dlp.       | Wed.  | Dlp.  | Wed.           | Dlp.           | Wed.   | Dlp.   |
| ------------------------------ | --------------- | -------------- | ---------- | ---------- | ----- | ----- | -------------- | -------------- | ------ | ------ |
| 2018/19                        | Feyenoord       | Eredivisie     | 0          | 0          | 0     | 0     | —              | —              | 0      | 0      |
| 2018/19                        | → FC Dordrecht  | Eerste divisie | 18         | 5          | 0     | 0     | —              | —              | 18     | 5      |
| 2019/20                        | → ADO Den Haag  | Eredivisie     | 21         | 2          | 1     | 0     | —              | —              | 22     | 2      |
| 2020/21                        | Leeds United    | Premier League | 0          | 0          | 2     | 0     | —              | —              | 2      | 0      |
| 2021/22                        | Leeds United    | Premier League | 6          | 0          | 4     | 1     | —              | —              | 10     | 1      |
| 2022/23                        | Leeds United    | Premier League | 28         | 4          | 3     | 0     | —              | —              | 31     | 4      |
| 2023/24                        | Leeds United    | Championship   | 43         | 19         | 3     | 1     | 3              | 1              | 49     | 21     |
| 2024/25                        | West Ham United | Premier League | 0          | 0          | 0     | 0     | —              | —              | 0      | 0      |
| Carrièretotaal                 | Carrièretotaal  | Carrièretotaal | 116        | 30         | 13    | 2     | 3              | 1              | 132    | 33     |
| Bijgewerkt op 13 augustus 2024 |                 |                |            |            |       |       |                |                |        |        |

## Interlandcarrière
Crysencio Summerville won in 2018 met het Nederlands voetbalelftal onder 17 het EK in Engeland. In de finale werd Italië na strafschoppen verslagen. Summerville kwam een kwartier voor tijd in het veld voor Elayis Tavşan.

### Erelijst
| Competitie                         | Winnaar       | Winnaar       | Tweede        | Tweede        | Derde         | Derde         |
| Competitie                         | Aantal        | Jaren         | Aantal        | Jaren         | Aantal        | Jaren         |
| Nederland –17                      | Nederland –17 | Nederland –17 | Nederland –17 | Nederland –17 | Nederland –17 | Nederland –17 |
| ---------------------------------- | ------------- | ------------- | ------------- | ------------- | ------------- | ------------- |
| Europees kampioenschap voetbal –17 | 1x            | 2018          | -             | -             | -             | -             |